# Alqueria de Pastor
L'Alqueria de Pastor és una alqueria tardomedieval situada en el barri de Faitanar, al districte de Pobles del Sud, València. Es troba localitzada a la carretera d'Alba, al límit amb el barri de la Torre.
Apareix catalogada com espai etnològic d'interés local amb un nivell de protecció de bé de rellevància local (BRL), si bé no apareix en els catàlegs de la Generalitat Valenciana.

## Història

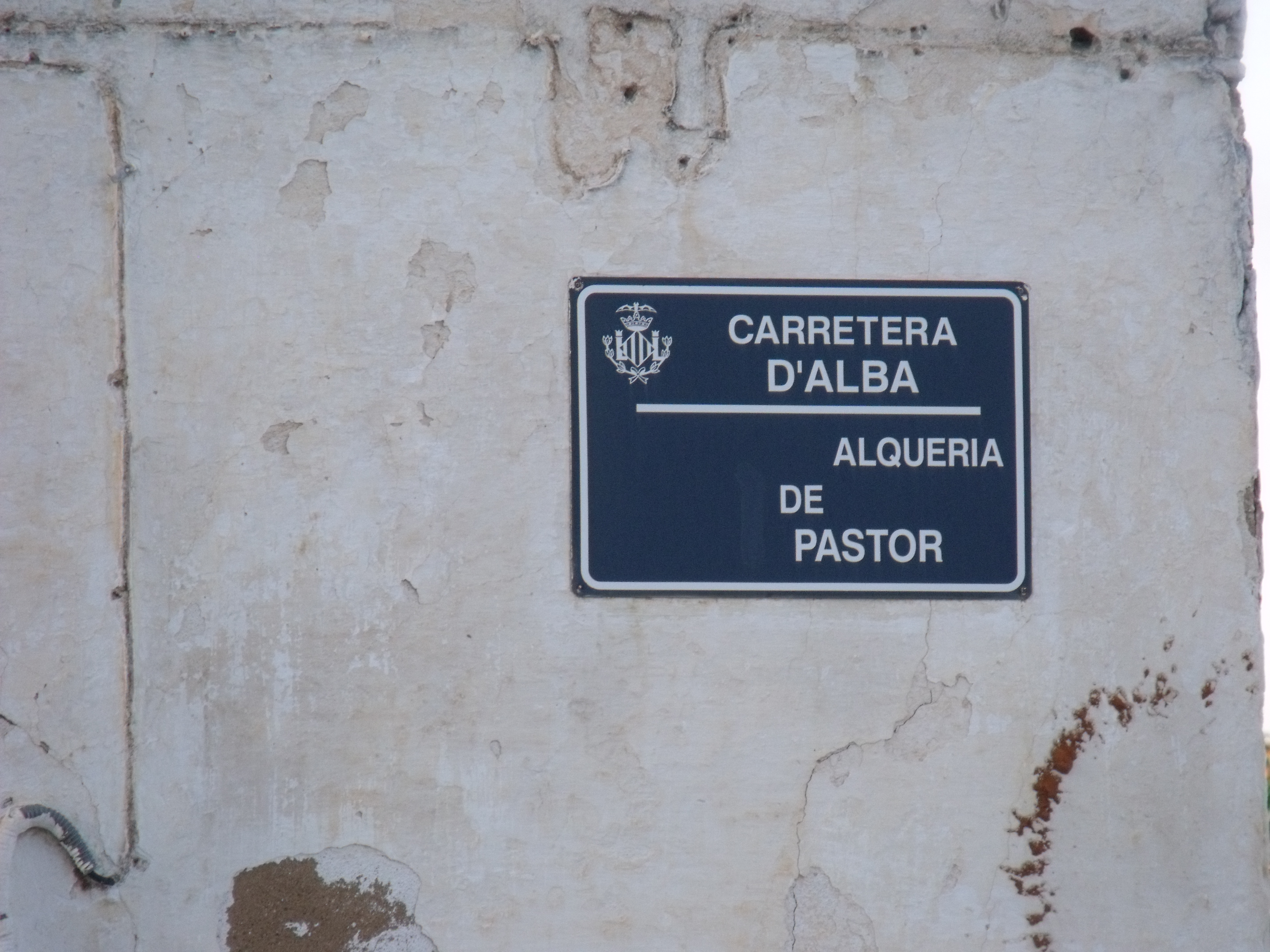
Rètol vial del carrer i la casa (2013)

Les restes de mur de la façana principal i els arcs flamígers de l'interior situen l'origen de l'alqueria al voltant dels segles XV o XVI. No obstant, les modificacions han estat nombroses, presentant elements propis del segle XVIII, com ara obertures de doble esqueixada. Algunes de les obertures són, fins i tot, més tardanes. Des de principis del segle XXI, l'edifici manca d'ús, estant cegades les seues obertures.
Com a conseqüència de l'episodi de gota freda de finals de 2024, els tècnics ordenaren el tancament de l'inmoble i es decretà el desallotjament total i l'enderrocament integral; encara que és un bé de rellevància local (BRL), els tècnics municipals manifestaren que "es troba en molt mal estat i és molt perillós".

## Arquitectura

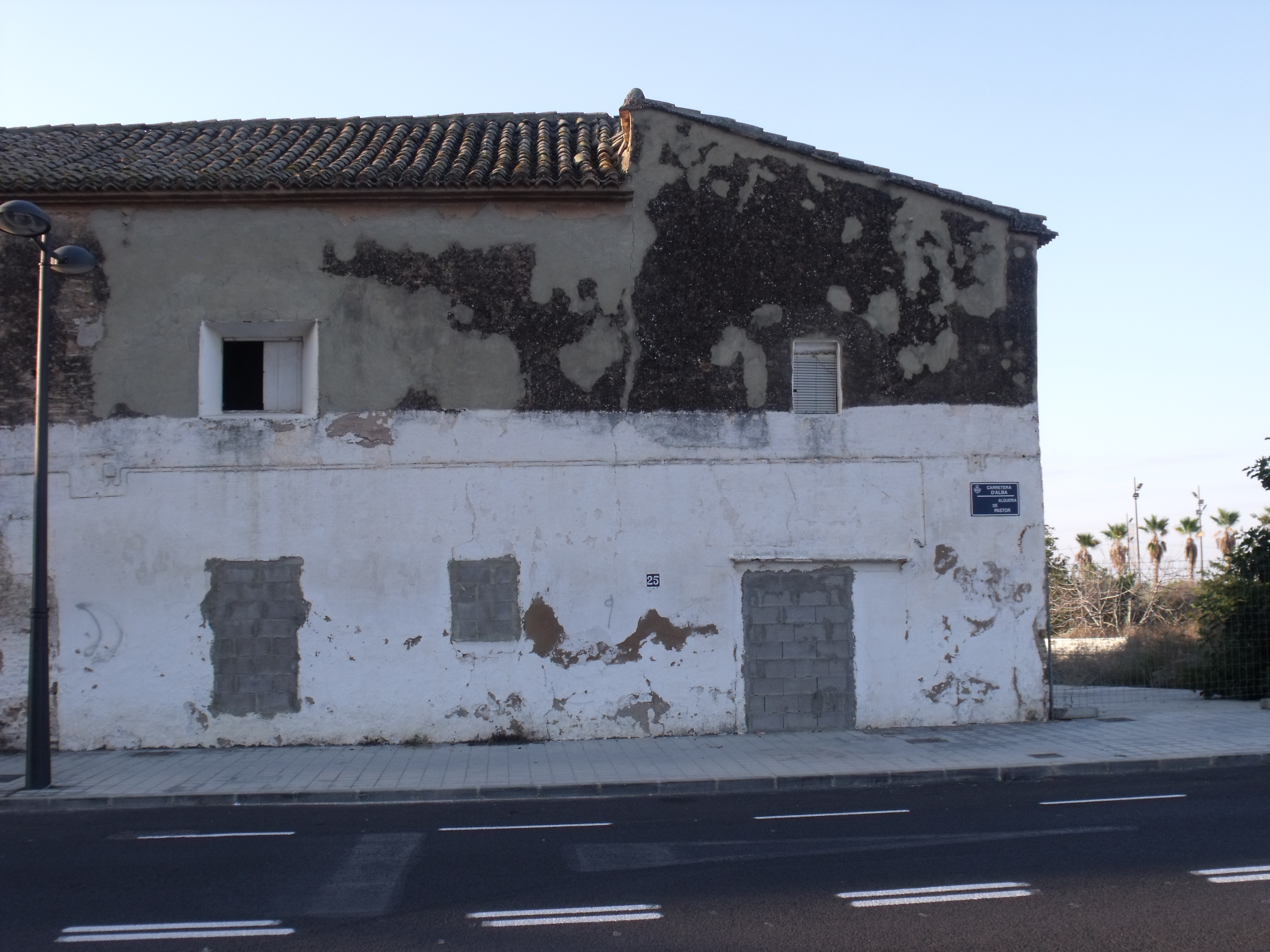
Vista de l'alqueria des de la carretera d'Alba

L'edifici presenta una arquitectura confusa, causada per nombroses reconstruccions parcials. Podria tractar-se d'un edifici de planta basilical del que només queden dues crugies i les restes d'una tercera, sent necessàris estudis arqueològics per a determinar més dades. L'accés nord, que és el que es conserva, sembla ser l'original. Presenta un arc de mig punt de rajola. Sobre l'arc hi ha una finestra setcentista. De l'accés a un possible pati exterior, només sobreviu un eixample davant la façana.
Les successives modificacions han comportat la divisió de l'edifici en divers habitatges, tots buits actualment, així com la reubicació de l'escala d'accés al pis de dalt. Des de 2013 l'edifici es troba integrat en el complex habitacional de Sociópolis, urbanització de la primera dècada del segle XXI.